# JAJU
자주(영어: Jaju 자주[*])는 신세계인터내셔날의 리빙(Living)브랜드이다.

## 연혁
- 2000년 9월 19일 이마트에서 자체브랜드로 자연주의를 출시했다.[1]
- 2010년 5월 31일 이마트에서 생활 및 패션상품 자체브랜드(PL)인 '자연주의' 사업을 계열사인 신세계인터내셔날(SI)에 양도한다고 밝혔다.[2]
- 2012년 8월 31일 신세계인터내셔날이 인수한 자연주의 브랜드 명을 자주(JAJU)로 변경하고 브랜드를 새롭게 론칭했다.[3]